# Пантелеймоненко Максим Сергійович
Макси́м Сергíйович Пантелеймо́ненко (нар. 1 вересня 1981, м. Полтава, УРСР) — український, потім російський волейболіст, догравальник, колишній гравець національної збірної України.

## Життєпис
Закінчив Національну юридичну академію України імені Ярослава Мудрого. Перший тренер — Владислав Агасьянц..
Кар'єра: «Юракадемія» (Харків) — 1999—2005, «Маркохім» — 2005—06, «Азовсталь» — 2006—07 (обидва — Маріуполь, усі Україна), «Джапан Тобакко» (Хіросіма, Японія) — 2007—08, «Югра-Самотлор» (Нижньовартовськ) — 2008—09. З 2009 року в «Зеніт-Казань». Учасник чемпіонатів світу і Європи у складі юнацької і юніорської збірних України 1997—2000 років.

### Досягнення

#### У клубах
- володар Кубка України (2003, 2004, 2006),
- володар Кубка Японії (2007),
- володар Кубка Росії (2009),
- чемпіон Росії (2010),
- переможець клубного чемпіонату світу (2014, 2017),
- бронзовий призер клубного чемпіонату світу (2009).

Індивідуальні
- найкращий гравець України (2006, 2007),
- найрезультативніший гравець «Югри-Самотлора» в чемпіонаті Росії (2009).